# Transumância na Região do Parque Nacional da Peneda-Gerês
A Transumância na Região do Parque Nacional da Peneda-Gerês regista-se em todas as serras deste conjunto, Serra da Peneda, Serra Amarela, Serra do Soajo e Serra do Gerês.
Na transumância o gado segue pelas canadas. As canadas são caminhos estreitos e murados, para o gado seguir sem entrar nos campos de cultura. Desta forma protegem-se os campos da voracidade do gado.

## Origens da Transumância
Ainda hoje se encontram vestígios materiais deste tipo de organização agro-pastoril que caracterizou a vida nesta região montanhosa até ao século XX, na senda de um fenómeno, amplamente conhecido, relacionado com a migração animal. Desde tempos imemoráveis que o Homem soube aproveitar essas migrações. É muito provável que o carácter nómada de muitas tribos desde eras pré-históricas reflicta as movimentações da fauna mais procurada em termos alimentares, entre os quais os grandes mamíferos herbívoros. 
A revolução Neolítica não fez mais do que aperfeiçoar esse processo, domesticando ovelhas e cabras através das movimentações transumantes dos rebanhos. Esta adaptação revelou-se de grande importância do ponto de vista socio-económico. Na bacia do Mediterrâneo, principalmente nas regiões com grandes contrastes orográficos as diferenças sazonais na disponibilidade de pastagens entre montanhas e vales, planícies e planaltos, motivaram uma franca implantação deste tipo de cultura e que chegou até aos nossos dias em muitas dessas sociedades pastoris.

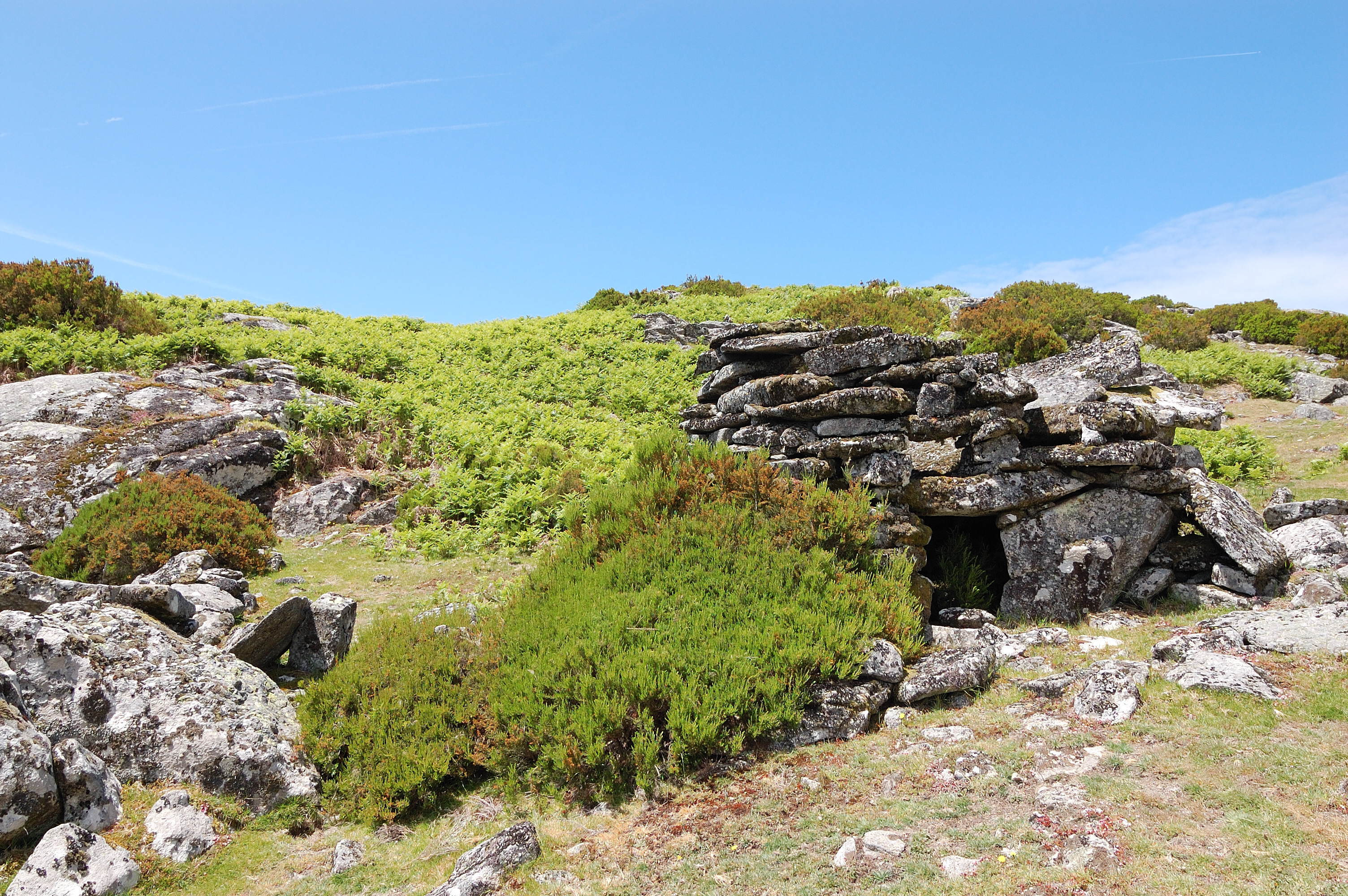
Branda de Gorbelas, em Arcos de Valdevez

Ainda se podem ver as Brandas nas serras Peneda-Soajo, sobretudo em Castro Laboreiro, concelho de Melgaço, e Soajo, concelho de Arcos de Valdevez. Para se lá chegar, pode-se partir de Arcos de Valdevez em direcção ao Soajo. Ao chegar ao Mezio, entra-se por uma das portas de acesso ao Parque Nacional da Peneda-Gerês, percorrendo uma estrada florestal. 

## Parque Nacional da Peneda-Gerês
A Branda de Travanca ou Mosqueiros, na freguesia de Soajo, é das mais visitadas em termos turísticos. Trata-se de uma Branda Pastoril, que é mais primitiva em termos de construção, do que as Brandas Agro-pecuárias. Os abrigos são exclusivamente graníticos, construídos com grandes pedras em círculo que vai diminuindo de diâmetro da base para o topo, terminando numa falsa cúpula. Destina-se ao pastoreio de rebanhos, num aproveitamento simples das pastagens de altitude. São abrigos com séculos de existência, com cerca de três metros de diâmetro na base, e apenas no centro dá para um homem se manter de pé. Os pastores deambulam de branda em branda, permanecendo em cada uma, mais ou menos quatro dias. A cama do abrigo para o pastor passar a noite é feita de urze e fetos.
Pela via do Mezio também se pode chegar a Bouça Donas e Bustelinhos, Roussas e Tibo, com as suas brandas de São Bento e do Cando e Bosgalinhas. A outra vertente da deslocação sazonal, a agro-pecuária, é mais sofisticada que a pastoril., com um maior aproveitamento das condições ecológicas e climatéricas. As casas de melhor construção, já se aproximam mais de verdadeiros aldeamentos subsidiários da povoação mãe, a Inverneira. No verão, quase toda a população se desloca das Inverneiras para as Brandas.  